# Mala Crna Gora
Mala Crna Gora (cyr. Мала Црна Гора) – wieś w Czarnogórze, w gminie Žabljak. W 2011 roku liczyła 53 mieszkańców.